# Wädäfīt gäsigišī wid inat Ītyoṗya
Wädäfīt gäsigišī wid inat Ītyoṗya (ወደፊት ገስግሺ ውድ እናት ኢትዮጵያ; «Procedi, cara madre Etiopia») è l'inno nazionale dell'Etiopia. Il testo è stato scritto in lingua amarica da Dereje Melaku Mengesha, mentre la musica è stata composta da Solomon Lulu Mitiku. Il brano è stato adottato come inno nel 1992.

## Testo
| Testo in amarico (Geʽez) | Testo in amarico (latino) | Trascrizione phonetica | Traduzione |
| --- | --- | --- | --- |
| የዜግነት ፡ ክብር ፡ በኢትዮጵያችን ፡ ጸንቶ ፣ ታየ ፡ ሕዝባዊነት ፡ ዳር ፡ እስከዳር ፡ በርቶ ። ለሰላም ፣ ለፍቅር ፣ ለሕዝቦች ፡ ነጻነት ፣ በእኩልነት ፡ በፍቅር ፡ ቆመናል ፡ ባንድነት ። መሠረተ ፡ ጽኑ ፡ ሰብእናን ፡ ያልሻርን ፣ ሕዝቦች ፡ ነን ፡ ለሥራ ፡ በሥራ ፡ የኖርን ። ድንቅ ፡ የባህል ፡ መድረክ ፡ ያኩሪ ፡ ቅርስ ፡ ባለቤት ፣ የተፈጥሮ ፡ ጸጋ ፡ የጀግና ፡ ሕዝብ ፡ እናት ። እንጠብቅሻለን ፡ አለብን ፡ አደራ ፣ ኢትዮጵያችን ፡ ኑሪ ፡ እኛም ፡ ባንቺ ፡ እንኩራ ። | Yäzégennät keber bä-Ityopp’yachen s’änto; Tayyä hezbawinnät dar eskädar bärto. Läsälam läfeteh lähezboch näs’annät, Bä’ekkulennät bäfeqer qomänal bandennät. Mäsärätä s’enu säbe’enan yalsharen; Hezboch nän läsera bäsera yänoren. Denq yäbahel mädräk yakuri qers baläbêt, Yätäfät’ro s’ägga yäjägna hezb ennat; Ennet’äbbeqeshallän alläbben adära; Ityopp’yachen nuri eññam banchi ennekura! | [jə.ze.gɨn.nət kɨ.βɨɾ bəi̯.tjo.pʼja.t͡ʃɨn t͡s’ən.to] [ta.jə hɨz.ba.win.nət daɾ ɨs.kə.daɾ bəɾ.to ǁ] [lə.sə.lam lə.fɨ.tɨh lə.hɨz.bot͡ʃ nə.t͡s’an.nət \|] [bəɨ̯k.ku.lɨn.nət bəf.k’ɨɾ k’o.mə.nal ban.dɨn.nət ‖] [mə.sə.ɾə.tə t͡s’ɨ.nu sə.βɨː.nan jal.ʃa.ɾɨn \|] [hɨz.bot͡ʃ nən lə.sɨ.ɾa bə.sɨ.ɾa jə.no.ɾɨn ǁ] [dɨnk’ jə.βa.hɨl məd.ɾək ja.k(u)ɾi k’ɨɾs ba.lə.βet \|] [jə.tə.fət’.ɾo t͡s’əg.ga jə.d͡ʒəg.na hɨzb ɨn.nat \|] [ɨnː.t’əb.bɨ.k’ɨ.ʃal.lən al.ləb.bɨn a.də.ɾa \|] [i.tjo.p’ja.t͡ʃɨn nu.ɾi ɨɲ.ɲam ban.t͡ʃi‿(ɨ)n.nɨ.k(u)ɾa ‖] | Il rispetto per la cittadinanza è forte nella nostra Etiopia; L'orgoglio nazionale è visto, che splende da una parte all'altra. Per la pace, per la giustizia, per la libertà dei popoli, Nell'uguaglianza e nell'amore ci troviamo uniti. Casa dalle fondamenta, non respingere l'umanità; Siamo un popolo che vive attraverso il lavoro. Meravigliosa è la patria della tradizione, amante di un patrimonio fiero, La grazia naturale, madre di un popolo valorose. Noi di proteggerti –!abbiamo il dovere; La nostra Etiopia, vive! E dobbiamo essere orgogliosi di Te! |